# Hikonojō Kamimura
Hikonojō Kamimura (jap. 上村 彦之丞 Kamimura Hikonojō; ur. 1 maja 1849 w Kagoshimie, zm. 8 sierpnia 1916 w Tokio) – admirał Japońskiej Cesarskiej Marynarki Wojennej.

## Życiorys
Urodził się w Kagoshimie w domenie Satsuma, w rodzinie samurajskiej. Służył w wojsku podczas domowej wojny boshin (1868–1869). Wkrótce po utworzeniu Cesarskiej Marynarki Wojennej podczas restauracji Meji, w 1871 wstąpił do Akademii Cesarskiej Marynarki Wojennej, którą ukończył w 1882 (4. promocja). Podczas nauki, od 1873, służył na różnych okrętach, poczynając od korwety „Tsukuba”. W 1877 uzyskał stopień podchorążego, a w 1879 pierwszy stopień oficerski – podporucznika.
W 1887 w stopniu kapitana objął stanowisko zastępcy dowódcy korwety „Yamato”, a w 1891 w stopniu komandora podporucznika pierwsze dowództwo – kanonierki „Maya”, następnie kanonierki „Chōkai” (1893) i nowego krążownika pancernopokładowego „Akitsushima” w 1894. Okrętem tym dowodził podczas wojny japońsko-chińskiej, podczas której odznaczył się w bitwie u ujścia Jalu 17 września 1894.
Zajmował następnie głównie stanowiska sztabowe. W latach 1899–1900 przebywał w Wielkiej Brytanii, nadzorując budowę okrętów dla Japonii. W tym czasie, w 1899 awansował do rangi kontradmirała. W latach 1900–1902 był szefem Biura Spraw Morskich w Ministerstwie Marynarki. W 1903 awansował na stopień wiceadmirała i 28 grudnia tego samego roku, w toku reorganizacji floty japońskiej przed planowaną wojną, został dowódcą 2. Floty.
Dowodzona przez niego 2. Flota, a zwłaszcza wchodzący w jej skład 2. Dywizjon Krążowników Pancernych, odegrały istotną rolę w działaniach morskich wojny rosyjsko-japońskiej 1904–1905. Brały udział w działaniach pod Port Artur, bitwie pod Ulsan 14 sierpnia 1904 (w której wydzielona grupa 2. Floty pod jego dowództwem odniosła zwycięstwo nad rosyjskim władywostockim zespołem krążowników) i w bitwie pod Cuszimą. Jego okrętem flagowym był wówczas krążownik pancerny „Izumo”.
Po zakończeniu wojny, 20 grudnia 1905 został dowódcą Dystryktu Morskiego Yokosuka. Funkcję tę pełnił do 1 grudnia 1909, kiedy został dowódcą 1. Floty. W 1907 nadano mu tytuł barona (danshaku), a w 1910 awansował na stopień admirała. 1. Flotą dowodził do 1 grudnia 1911, kiedy objął stanowisko doradcy morskiego Najwyższej Rady Wojennej. 1 maja 1914 przeszedł do rezerwy.
Zmarł 8 sierpnia 1916 w Tokio w wieku 67. lat. Został pochowany w świątyni Myōhon-ji w Kamakurze.

## Awanse wojskowe
- 8 czerwca 1877 – kadet marynarki (shōi-kōhosei)
- 19 września 1879 – podporucznik marynarki (kaigun-shōi)
- 17 grudnia 1881 – porucznik marynarki (kaigun-chūi)
- 8 kwietnia 1884 – kapitan marynarki (kaigun-tai'i)
- 17 września 1890 – komandor podporucznik (kaigun-shōsa)
- 7 grudnia 1894 – komandor (kaigun-taisa)
- 26 września 1899 – kontradmirał (kaigun-shōshō)
- 5 września 1903 – wiceadmirał (kaigun-chūjō)
- 1 grudnia 1910 – admirał (kaigun-taishō)